# Santa Maria in Aracoeli
Koordinaten: 41° 53′ 38″ N, 12° 29′ 0″ O
Santa Maria in Aracoeli (lat.: Sanctae Mariae de ara coeli, deutsch: Heilige Maria vom Himmelsaltar), offizieller Name Santa Maria in Ara Coeli al Campidoglio ist eine Kirche in Rom. Sie ist die Regionalkirche der Stadt Rom. Diese letzte als Basilika erbaute römische Kirche hat durch ihre Lage an dem seit der Antike bedeutenden politischen und religiösen Zentrum der Stadt, ihre mit Legenden verbundene Geschichte und durch ihre Nutzung im Mittelalter als Stadtparlament und Gerichtsstätte eine hohe symbolische Bedeutung. Die Franziskanerkirche ist auch unter ihrem früheren Namen Santa Maria in Capitolio bekannt. Zahlreiche Grabstätten von Mitgliedern römischer Adelsfamilien, unter anderen der Orsini, Savelli, Mattei, Cenci, bedeutenden Kardinälen, sowie der Architekten Giacomo della Porta und Giovanni Fontana finden sich im Kirchenraum der ehemaligen Klosterkirche. Von kunsthistorisch besonderer Bedeutung ist die Bufalini-Kapelle mit den Fresken des Malers Pinturicchio aus dem 15. Jahrhundert.

## Lage
Die Kirche liegt im X. römischen Rione Campitelli auf dem Kapitolshügel zwischen dem Nationaldenkmal Viktor Emanuels II. auf der Nordseite und dem Palazzo Nuovo auf der Südseite. Sie ist über die steile, charakteristische Scalinata di Aracoeli direkt von der Piazza d'Aracoeli sowie vom Kapitolsplatz über eine weitere Treppe zum südlichen Seiteneingang erreichbar.

## Geschichte

### Antike und frühmittelalterliche Geschichte
Aufgrund von Ausgrabungen konnte an der Stelle der heutigen Kirche der Tempel der Juno Moneta, der Gemahlin des obersten römischen Gottes Jupiter und Schirmherrin der Stadt Rom nachgewiesen werden. Dieser war anlässlich des Sieges der Römer über die Aurunker ab 345 v. Chr. erbaut worden. Im Verlauf des 3. Jahrhunderts v. Chr. entstand angrenzend die Münzstätte.
Der erste, historisch belegbare Kirchenbau, dem ein Kloster mit griechischen Mönchen angeschlossen war, geht auf die Zeit Papst Gregors des Großen (6. Jahrhundert) zurück. Die in verschiedenen Quellen erwähnte Gründung der Kirche durch die hl. Helena, der Mutter Kaiser Konstantin des Großen, kann bisher nicht nachgewiesen werden. In einem mittelalterlichen Codex wird um das Jahr 883 die Betreuung der Kirche durch Benediktinermönche erwähnt. Als 1143 der römische Senat wieder eingesetzt wurde, erwählte das römische Volk sich den schon in der Antike das Zentrum Roms bildenden Kapitolhügel als Sitz der Konservatoren (Exekutive) und der Senatoren (Judikative). Der Kirche und dem Kloster kam aufgrund dieser engen Verbindung zur Stadtregierung eine neue Bedeutung zu. So errichteten die Mönche im 12. Jahrhundert eine Kirche, die in etwa das heutige Querschiff einnahm und in Nord-Süd-Richtung ausgerichtet war, mit der Apsis im Norden.

### Übernahme durch den Franziskanerorden
1249 wurde die Kirche durch Papst Innozenz IV. dem Franziskanerorden übergeben. Unter der Schutzherrschaft des Senats und einiger Adelsfamilien wie der Savelli begannen die Franziskaner ab 1251 mit dem Bau der heutigen dreischiffigen Basilika, nach einem Entwurf von Arnolfo di Cambio. Als ausführender Baumeister ist ein Magister Aldus dokumentiert, dessen Grabplatte noch an der 5. Säule zu sehen ist. Der Bau dauerte bis etwa 1287.

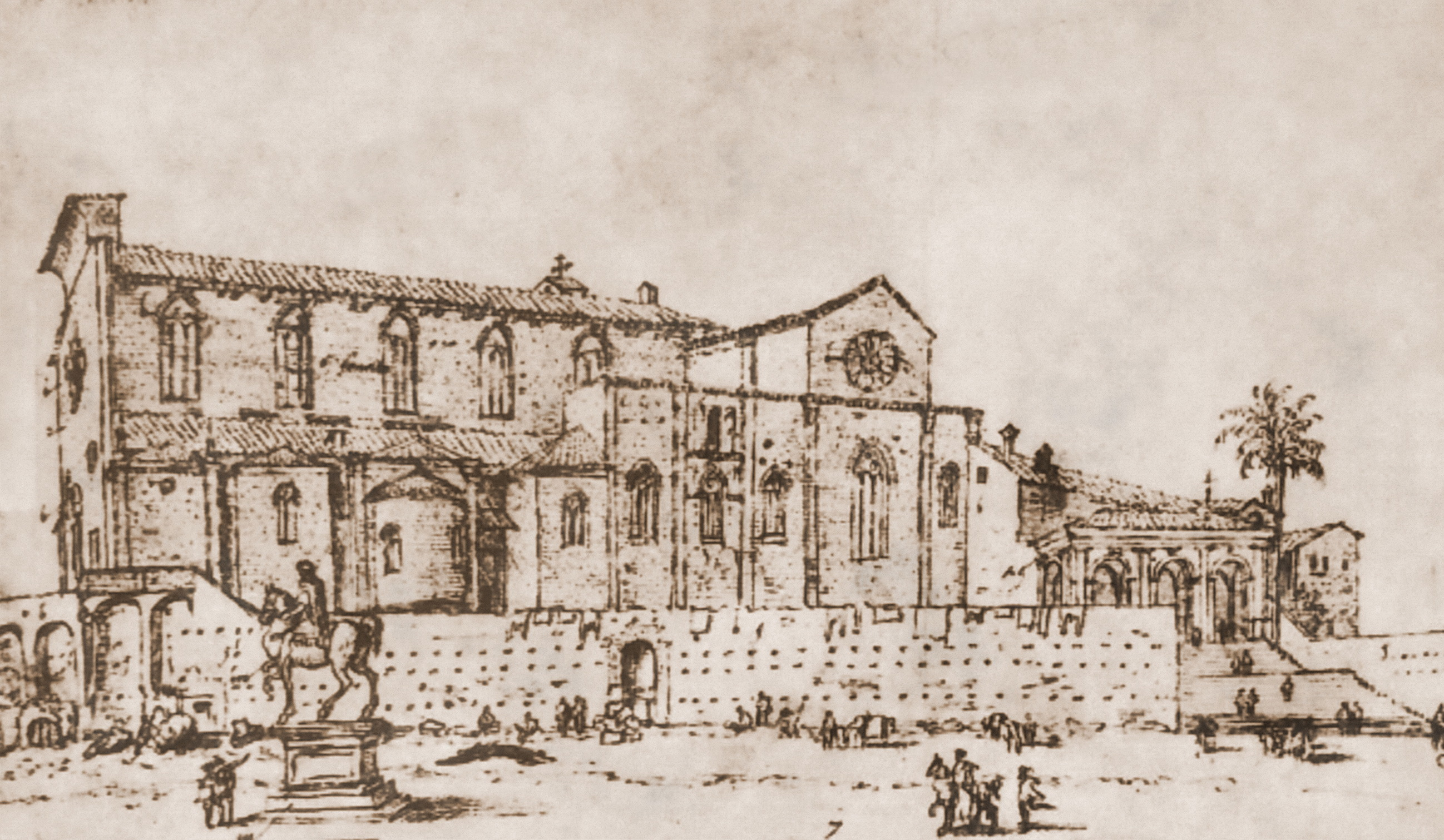
Südseite der Kirche mit dem Loggien-Eingang Paul III. zum Kloster (1561)

Ende des 13. Jahrhunderts wurden die ersten Familien-Kapellen neben dem Chor angebaut. Sie sind die ersten nachweisbaren Beispiele von Patronatskapellen in Kirchen. Ihnen folgten zahlreiche andere, die die gesamte Kirche allmählich umgaben, sodass sich die Kirche zu einer fünfschiffigen Basilika erweiterte. Die Bufalini-Kapelle wurde in den 1480er Jahren von Pinturicchio mit Fresken zum Leben des hl. Bernhardin von Siena versehen, ein von den Franziskanern sehr verehrten Prediger, der diese Kirche oft besuchte. Sie zählt zu den großen Kunstschätzen in dieser Kirche. 1348 erfolgte der Bau der Treppe, die Scalinata di Aracoeli. Unter Papst Leo X. erhielt die Kirche 1517 den Status einer Titelkirche. Die Süd-Seite der Kirche zeigt zum Kapitolsplatz, zu dem bis heute das Seitenportal über eine Treppe führt. Alexander Farnese ließ in seiner Zeit als Papst Paul III. (1534–1549) eine Loggia als Eingang zum Kloster und Kreuzgang, ähnlich einem Narthex erbauen. Gleichzeitig erkor er das Kloster mit seinen Gärten zum Sitz seiner Sommerresidenz und ließ von dem Baumeister Jacopo Meleghini aus Ferrara, unter Veränderung der Klostergebäude und der Gärten, einen gewaltigen Turm errichten. Die „Torre di Paolo III.“ ging unter Papst Sixtus V., einem Franziskaner, in den Besitz des Ordens über, der ihn bis 1885 als Residenz des Pater General der Franziskaner nutzte. Ab 1895 wirkte noch der Franziskaner Hartmann von An der Lan-Hochbrunn als Organist an dieser Kirche.
Der Baumeister Giacomo della Porta war von 1572 bis 1584 beauftragt, die Kirche weiter auszubauen, das Langhaus und den Triumphbogen zum Querschiff zu erhöhen und die geschnitzte und vergoldete Kassettendecke einzuziehen. Diese stiftete der Admiral und Vizekönig von Sizilien Marcantonio Colonna anlässlich des Sieges in der Seeschlacht von Lepanto gegen die Türken, an der er teilgenommen hatte. Im 17. und 18. Jahrhundert erfuhren die Kapellen zahlreiche Umbauten, 1752 erhielt die Kirche eine Orgel. Nach der französischen Besetzung Roms 1799 war die Kirche bis 1815 profaniert. Das Kloster wurde in eine Kaserne umgewandelt. 1886 bis 1888 musste für den Bau des Nationaldenkmals für König Viktor Emanuel II. der größte Teil des Klosters, die Sakristei und der Turm Paul III. abgerissen werden.
Katarina Kosača-Kotromanić war Nonne in diesem Franziskanerkloster.

## Legenden

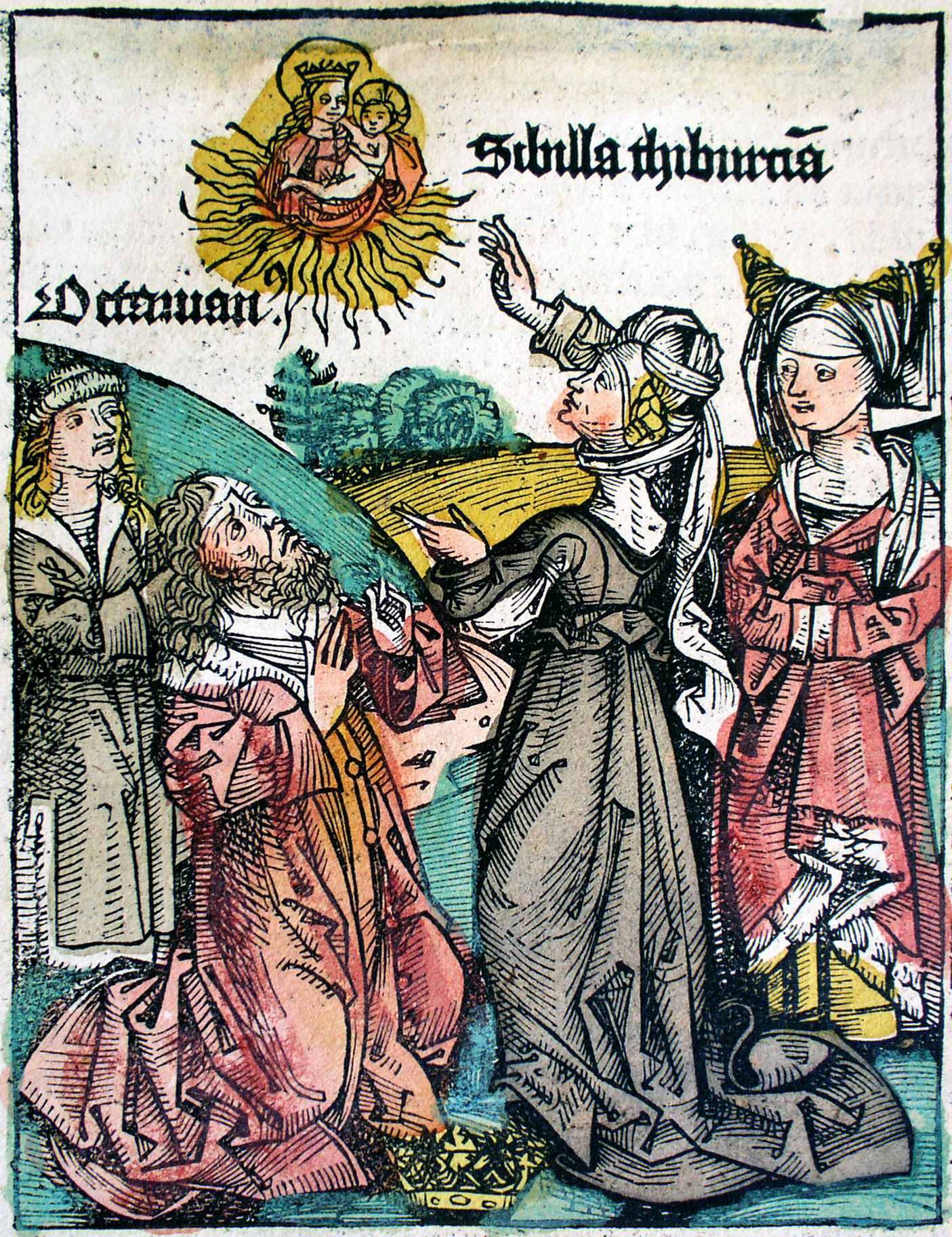
Vision des Augustus und der Tiburtinischen Sibylle in: Schedelsche Weltchronik, 1493

### Gründungslegende
Nach Legenden des frühen Mittelalters, festgehalten in den Mirabilia Urbis Romae soll die Gründung der Kirche Santa Maria in Aracoeli auf eine Weissagung der tiburtinischen Sibylle zurückgehen. Der römische Kaiser Augustus sollte zu Ehren einer ihm unbekannten Gottheit, die die Welt retten wird, einen Altar errichten. Auch in der Legenda aurea des Dominikanermönchs Jacobus de Voragine findet sich eine ausführliche Schilderung zur Errichtung der Ara Coeli – dem Altar des Himmels – durch Kaiser Augustus.
In den Schriften des Historiographen Timotheus von Byzanz, ebenfalls in der Legenda aurea niedergelegt, findet sich eine ähnliche Schilderung der Befragung des Orakels und die Errichtung eines Altars durch Augustus.
Die Gründungslegende der Kirche zum Himmelsaltar und ein wundertätiges Christusbild, das sich in der Kirche befindet, spielen eine zentrale Rolle in dem Roman Die Wunder des Antichrist von Selma Lagerlöf.

### Legende zuSanto Bambino
Die Kirche verfügt über ein wundertätiges Christkind, das in einer eigenen Kapelle verehrt wird. Einer Legende nach ist das Santo Bambino in Jerusalem von einem Franziskaner aus dem Holz eines Olivenbaums vom Garten Getsemani geschnitzt worden. Da dem Ordensmann die nötige Farbe fehlte, um das Werk fertigzustellen, sei ein Engel erschienen, der die Arbeit eigenhändig beendet habe. Auch auf dem Weg nach Rom wird von einem wundersamen Geschehen berichtet – auf der Seereise herrschte ein unheimlicher Sturm und der kostbare Schatz fiel ins Meer, er schwamm aber dem Schiff hinterher und erreichte den Hafen Livorno ganz alleine und unbeschadet, von wo man ihn nach Rom brachte.
Eine weitere Legende weiß zu berichten, dass die Fürstin Borghese heimlich eine Kopie des Santo Bambino anfertigen ließ. Als ihr Vetter, Kardinal Scipione Borghese schwer erkrankte, wurde ihm das Jesuskind auf ihre Bitte hin gebracht – seit der wundersamen Heilung eines Mitglieds der Adelsfamilie Torlonia konnte das Jesuskind bis ins 20. Jahrhundert hinein an das Bett von Kranken zur Heilung entsandt werden. Sie tauschte den Bambino aus und behielt den echten. Dieser verließ jedoch nachts unbemerkt den Palast und eilte zurück zum Franziskaner-Kloster bei Santa Maria in Aracoeli, wo er von den Mönchen mit feierlichem Geleit wieder an seinen angestammten Platz gebracht wurde. Tatsache ist, dass sich in der Kirche San Giovanni bei Giulianello eine Kopie der Statue befindet – ein Geschenk des Kardinals Scipione Borghese.
Am 1. Februar 1994 wurde die 500 Jahre alte Olivenholzfigur von Unbekannten gestohlen. Trotz zahlreicher Bemühungen, darunter Angebote vermögender Personen, ein mögliches Lösegeld zu zahlen – was die Franziskaner jedoch ablehnten –, blieb der Bambinello bis heute verschwunden. Daher ist derzeit nur eine Kopie der Figur ausgestellt. Dennoch zieht der Santo Bambino weiterhin Pilger an, die ihn verehren und ihm Bittbriefe schreiben.

## Architektur

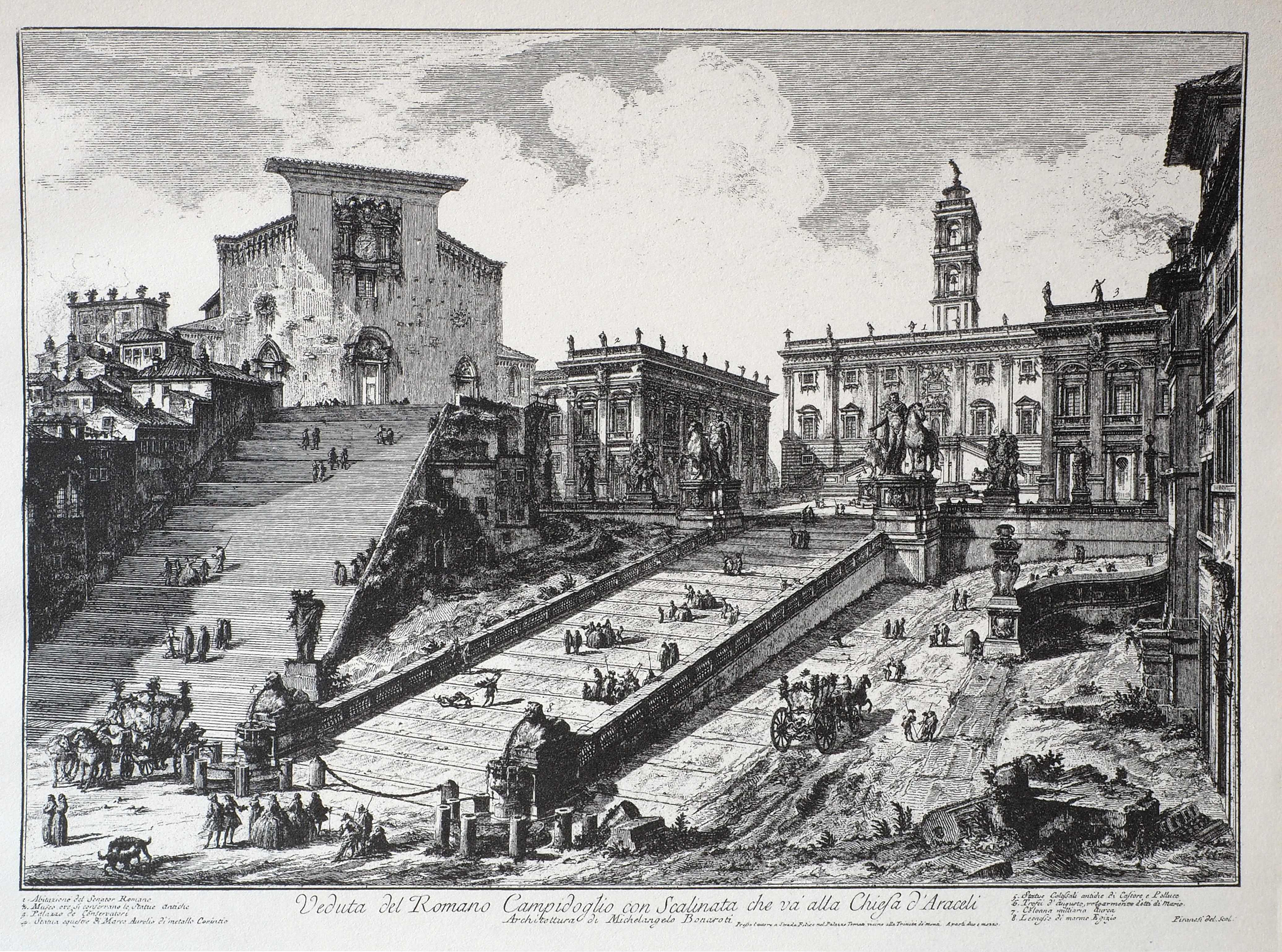
Santa Maria in Aracoeli und Kapitol; Stich von G.B. Piranesi; 1751

Die große dreischiffige Säulenbasilika hat das Bild des 13. Jahrhunderts, trotz kostbarer Ausstattungsstücke späterer Jahrhunderte, bewahrt. An beiden Seitenschiffen schließt sich eine Reihe von Nebenkapellen an, sodass sich dadurch architektonisch ein fünfschiffiger Aufbau des Langhauses ergibt. Das kurze Querhaus greift nicht über die Seitenwände hinaus, trotz der Kapellenanbauten. Das Mittelschiff setzt sich in einem geraden Chorabschluss fort, dem seitlich, nach den Gepflogenheiten der Bettelordens- und Zisterzienserkirchen, Nebenchöre angefügt wurden. Antike Säulen, verschiedenartig in ihrer stilistischen Erscheinung sowie in der Art des Gesteins, tragen die in schmalen Fenstern sich öffnende Hochwand.

### Fassade
Die romanische, schlichte Backsteinfassade mit dem erhöhten Mittelteil und dem römischen Cavetto-Abschluss ist als Schaufassade ausgeführt und gewinnt ihre Form durch die Architektur des Langhauses. Der strenge Aufbau wird durch das, die Mittelachse bildende, mit Rundbogen verzierte Hauptportal und den beiden darüber befindlichen Fenstern betont. Über den beiden Seitenportalen mit den Evangelisten Lukas und Johannes in den spitzbogigen Tympana befinden sich 2 Okuli aus weißem Marmor. Am 27. Dezember 1412 wurde in der Fassade die erste öffentliche Uhr Roms installiert, die 1806 an den Turm des Senatorenpalastes versetzt wurde. Vor dem Hauptportal befinden sich mehrere Grabplatten, unter anderem die des Humanisten Flavio Biondo. Zahlreiche Stiche und Zeichnung von Van Heemskerck 1532, Giovanni Battista Falda (17. Jahrhundert), Giovanni Battista Piranesi (1720–1778), unter anderem belegen das ursprüngliche Aussehen der Kirche und deren Fassade.

### Treppe
Die steile Treppe, die mit 124 Marmorstufen von der Piazza d'Aracoeli zur Westfassade der Kirche führt, wurde 1348, während die Päpste im Exil in Avignon waren, von Lorenzo di Simeone Andreozzi erbaut. Sie war der Dank der römischen Bevölkerung, die sie mit Spenden finanzierte, an die Gottesmutter von Aracoeli für die Errettung vor der Pest. Eine Inschrift an der Fassade (Abb.) links vom Hauptportal erinnert an den Bau der Treppe. Der Volkstribun Cola di Rienzo hielt von der Treppe aus seine Reden an das römische Volk und soll sie eingeweiht haben. Sein Denkmal, im 19. Jahrhundert errichtet, befindet sich zwischen der Aracoeli-Treppe und der Cordonata-Treppe, die zum Kapitol führt. 1888 hat die Stadt Rom die Treppe restauriert und instand gesetzt.

## Innenraum

Grundriss

### Das Hauptschiff

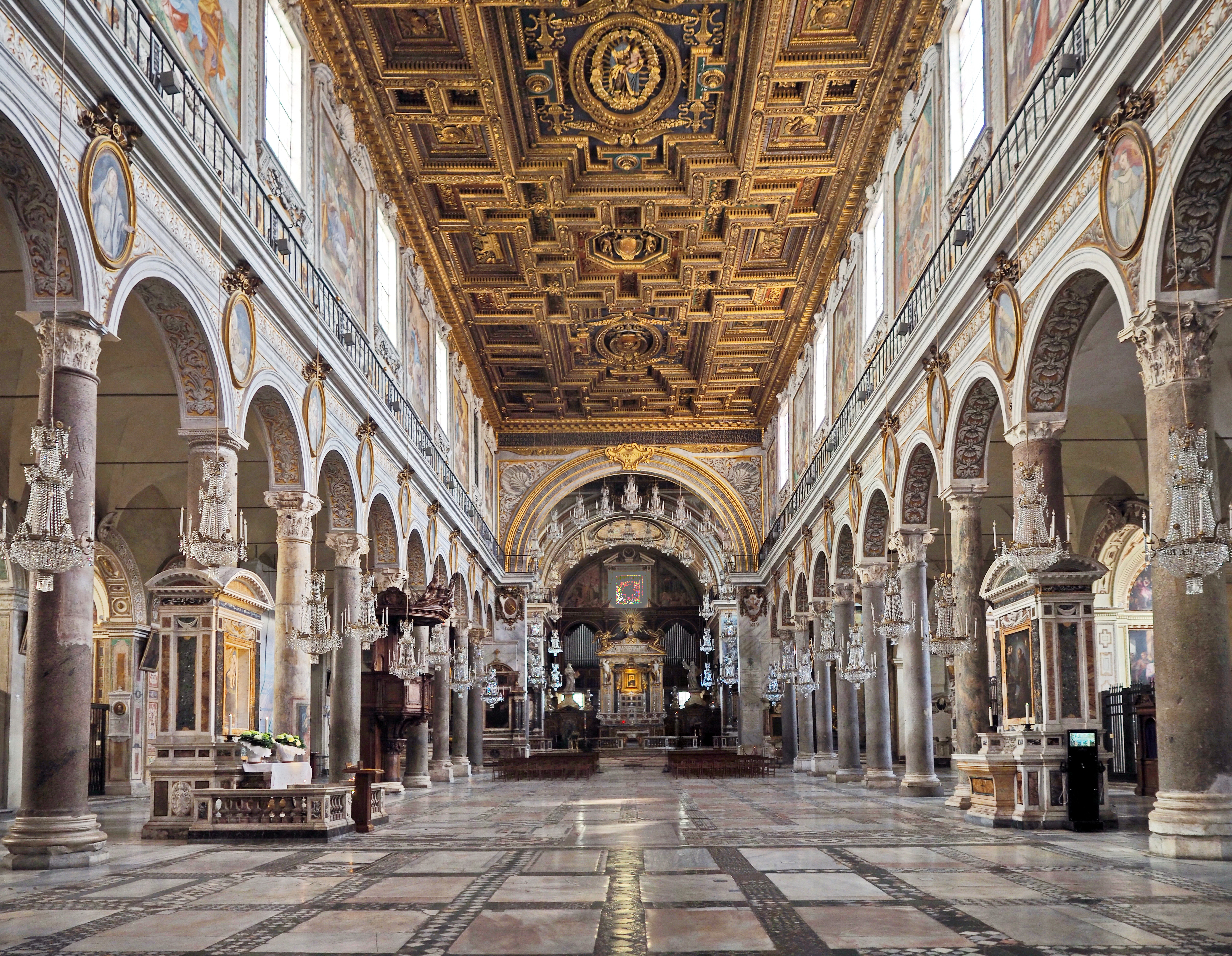
Hauptschiff

Das Hauptschiff ist durch zwei Säulenreihen in drei Schiffe geteilt. Die 22 Säulen sind Spolien antiker Bauten der Foren und dem Palatin entnommen.
- Der Fußboden (Abb.) der Kirche besteht aus großen rechteckigen, mit Mosaikstreifen gerahmten Platten aus weißem Marmor. Es ist ein Meisterwerk der berühmten römischen Steinmetz-Zunft der Kosmaten aus dem 13. Jahrhundert. In den Fußboden der Kirche, vor allem in den Seitenschiffen waren zahlreiche Grabplatten aus dem 14. und 15. Jahrhundert eingelassen. Papst Pius IV. verfügte 1560 die Entfernung sowohl dieser Platten als auch der Schola cantorum aus dem Hauptschiff.[16] Der Wechsel des Musters am Boden des Hauptschiffes, ab der Höhe der Kanzel bis zu den Stufen zum Triumphbogen, lässt noch die Lage der einstigen Schola cantorum erkennen. In den Seitenschiffen sind viele der Grabplatten im Boden noch erhalten. Besonders reich ist die Ausstattung des Bodens im Zentrum des Querschiffes mit großen Scheiben aus Porphyr.
- Die Decke, im Auftrag von Papst Pius V. 1572 bis 1578 von Flaminio Bolangier gefertigt und von Cesare Trapassi bemalt, ist mit Symbolen der Seefahrt verziert und weist die Wappenschilde von Papst Pius V., Papst Gregor XIII. und im Zentrum S.P.Q.R., das Hoheitszeichen des römischen Senats, auf. Die Inschrift aus goldenem Mosaik (Abb.) auf blauem Grund über dem Triumphbogen erzählt über die siegreiche Seeschlacht von Lepanto 1571. Erbeutete Waffen der Türken sind in die Decke eingearbeitet.[17]
- An der Innenwand über dem Hauptportal prangt eine prächtige Inschrift (Abb.) des Römischen Senats für Papst Urban VIII. in Marmor und Stuck nach Entwurf des Gian Lorenzo Bernini (1636).
- Innen rechts vom Hauptportal (a) das Grabmonument für Kardinal Louis D'Albret/Lebretto (Abb.) (um 1465), eines der frühesten Werke des Andrea Bregno in Rom.
- Daneben an der Wand die ursprünglich im Boden der Cappella dell’Ascensione eingelassene Grabplatte für Giovanni Crivelli (Abb.) († 1432), auf der sich links oben Donatello als Bildhauer verewigt hat.[18]
- Links vom Hauptportal (b) das Grabmonument für Lodovico Grato Margani (Abb.) von einem Schüler des Andrea Sansovino (16. Jahrhundert).
- An den Wänden des Gaden befinden sich eine Reihe von Fresken verschiedener Künstler: Giovanni Odazzi (1686–1691) Anbetung der Hl Drei Könige, Flucht nach Ägypten, Prophet David; Giuseppe Passeri Tod der Jungfrau, Himmelfahrt Mariens und Fra' Umile da Foligno Die Unbefleckte Empfängnis, Die Geburt der Jungfrau, Präsentation im Tempel, Verkündigung, Visitation, Anbetung der Hirten, der Prophet Isaias.[19]
- Auf dem Schaft unterhalb des Kapitells der dritten Säule (d) befindet sich die lateinische Inschrift A CVBICVLO AVGVSTORVM (wörtliche Übersetzung: zum Zimmer der Geweihten), deren genaue Bedeutung bisher nicht geklärt ist. (Abb.) Diese Säule stammt vermutlich aus dem Auguraculum, das sich auf der Arx befand. Ein Loch in Augenhöhe, schräg durch den Säulenschaft gebohrt, diente vermutlich der Beobachtung bestimmter Himmelserscheinungen, z. B. des Vogelflugs.
- An der 4. Säule links (e) der Altar der Madonna del Rifugio (Abb.) aus dem 15. Jahrhundert.
- An der 5. Säule links (f) das Fresko Der Heilige Lukas (Abb.) aus dem 14. Jahrhundert. Am Boden darunter die sehr abgenutzte Grabplatte des Magister Aldus, des Baumeisters (Abb.) der Kirche.
- An der 7. Säule links (g), die Kanzel aus Nußholz (Abb.) mit den Wappen Papst Urban VIII. Der Entwurf stammt von Gian Lorenzo Bernini.
- An der vierten Säule rechts (n) der Altar des hl. Jakob von der Mark (Abb.), eines Schülers des heiligen Bernhardin von Siena. Das Gemälde zeigt den Hl. Jakob von der Mark in Anbetung vor dem Kelch und dem Kreuz (um 1687).

### Querschiff
Das Querschiff besteht aus dem linken Flügel, der Cappella di Santa Elena, dem zentralen Teil vor den drei Apsiden und dem rechten Flügel, der Cappella di San Francesco. Der zentrale Teil bewahrt noch große Abschnitte des alten Bodens aus dem 13. Jahrhundert (Abb.), eine Kosmatenarbeit aus Marmor, Porphyr und Serpentin. Es wird angenommen, dass das heutige Querschiff annähernd der Grundfläche der alten Basilika entsprach.
- Gegenüber dem Hauptaltar an den Vierungspfeilern sind zwei Ambonen mit einer Kosmatenarbeit aus dem 13. Jahrhundert eingefügt. Der östlich an die Cappella di Santa Elena angrenzende ist als Werk des Lorenzo di Tebaldo[20] signiert. Er zeigt auf der Innenseite einen Adler zwischen zwei gedrehten, kleinen Säulen (Abb.).[21]
- Am östlichen Vierungspfeiler über dem Ambo (l) befindet sich die Grabplatte der Königin Katarina von Bosnien (Abb.).

#### Chorkapellen

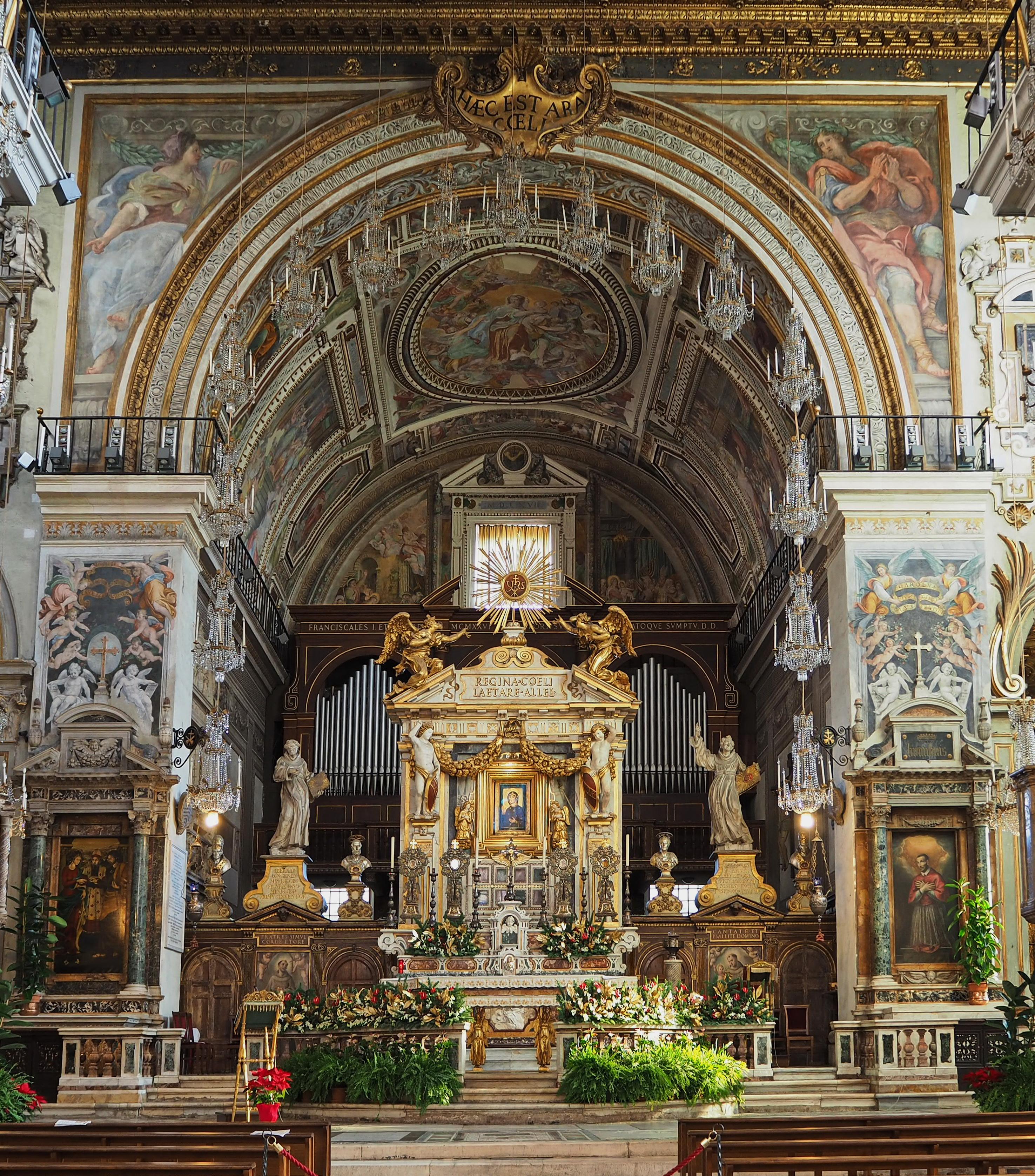
Chorkapelle und Hauptaltar

- Hauptchorkapelle (13)- Der Hochaltar wurde 1725 von Papst Benedikt XIII. eingeweiht. Die Altar-Ikone Maria Hagioritissa, die Madonna di Aracoeli, aus dem 6. Jahrhundert (in anderen Quellen in das 11. Jahrhundert datiert) wird vom römischen Volk hochverehrt. Die Fresken im Stuckrahmen an der Decke des Chors wurden im Auftrag der Flaminia Margani zwischen 1565 und 1568 von Nicolò Martinelli, gen. Trometta da Pesaro geschaffen. Dargestellt ist die Legende der Weissagung der Tiburtinischen Sibylle an den Kaiser Augustus und die Weihe des Himmelsaltars durch den Kaiser.[22] An der linken Wand befindet sich das Grabmonument für Kardinal Giovanni Battista Savelli (1489) von Andrea Bregno und Luigi Capponi. In der Kalotte der Apsis befand sich vor dem Umbau der Kirche in der zweiten Hälfte des 16. Jahrhunderts das Fresko des Pietro Cavallini Die Madonna mit dem Kind umstrahlt von der Sonne und darunter der Kaiser Octavian dem die Tiburtinische Sibylle Jesus Christus zeigt, den er anbetet. Dieses Werk, das Vasari als Cavallinis bestes in Rom bezeichnete[23] wurde im Zuge der Umgestaltung entfernt. Auf dem Altar in der Apsis stand bis 1565 die berühmte Madonna von Foligno von Raffael.[24]

- Cappella di San Gregorio, linke Apsis (12) – Die Kapelle trägt das Patrozinium des Heiligen Gregor. Der Bau der Kapelle geht auf den Kardinal Tommaso Orsini im 14. Jahrhundert zurück, dessen Familie zeitweise die Patronatsrechte der Kapelle innehatte. Das Altarbild Die Jungfrau mit den Heiligen Gregor und Franziskus stammt von Giovanni Giacomo  Sementi (17. Jahrhundert). Unter dem Altar liegt der in China tätig gewesene Missionar Johannes von Triora († 1816) bestattet.[25] Links das Grabmal für Giovanni Battista Milizio (Abb.) († 1507), das dem Schüler Andres Bregnos, Luigi Capponi, zugeschrieben wird.

- Cappella del Santissimo Sacramento (Abb.), rechte Apsis (14) – auch Cappella dell'Immacolata oder Cappella di San Francesco Solano genannt. Die Kapelle wurde 1675 von Antonio Gherardi errichtet. Auf dem Altar steht die Holzstatue der Immacolata eine Arbeit der Neapolitanischen Schule (um 1722). Die Fresken in der Kapelle und im Vorraum stammen von Giuseppe Ghezzi aus dem 18. Jahrhundert: Hinscheiden des Heiligen Francesco Solano und zwei Legenden des Heiligen.

- Cappella di Santa Rosa da Viterbo (15) – Die Kapelle ist nur durch die Cappella del Santissimo Sacramento zugänglich. Sie wurde zu Ehren der Heiligen Rosa von Viterbo errichtet. An der linken Wand findet sich der Rest eines Mosaiks aus dem 13. Jahrhundert (Abb.), das die Madonna mit dem Kind und Heiligen zeigt.

#### Linker Flügel

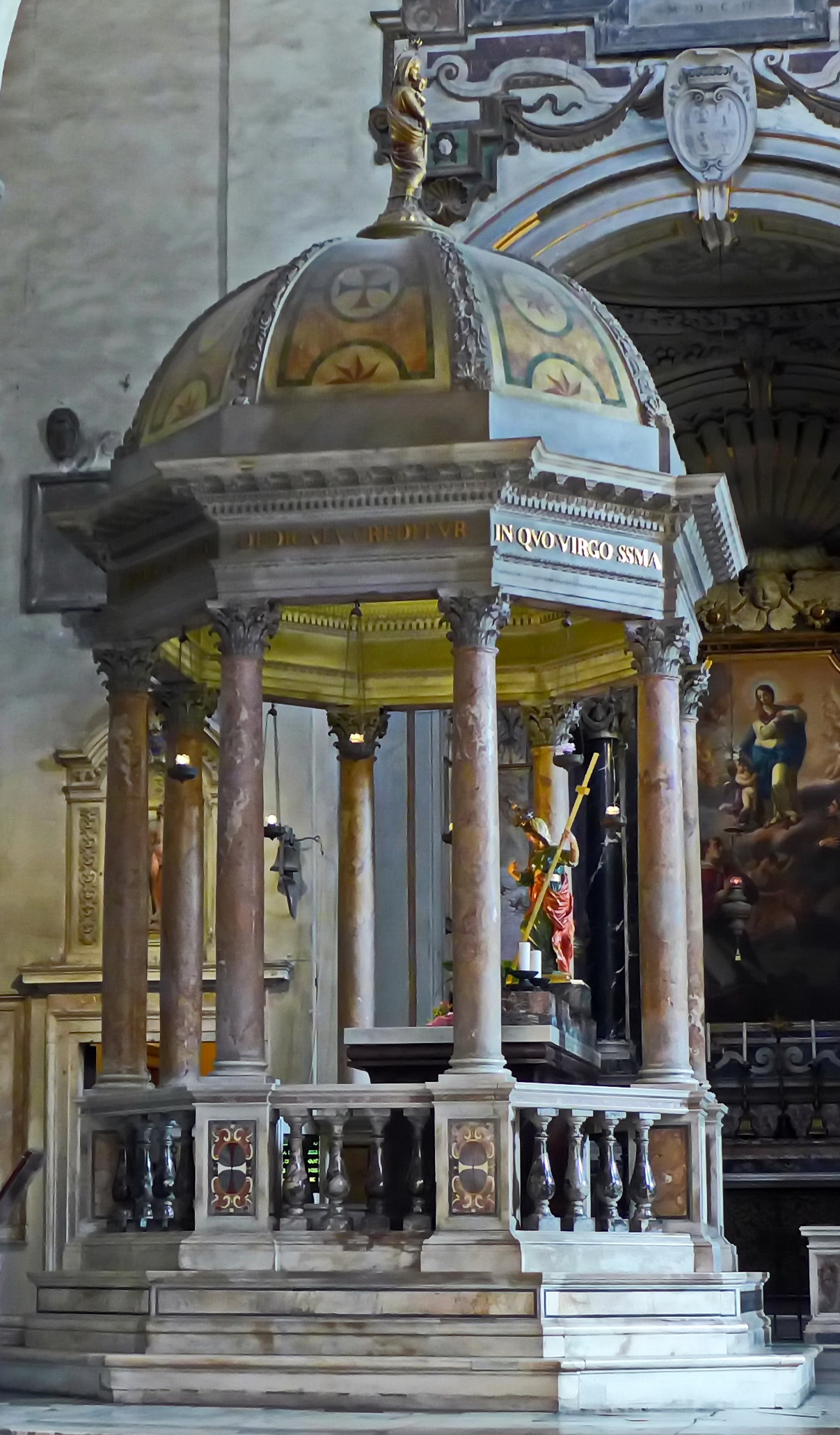
Ädikula in der Kapelle der Heiligen Helena

- Cappella di Santa Elena oder Cappella Santa (10) – Die Kapelle, der hl. Helena, Mutter des Kaisers Konstantin gewidmet, wird vom linken Arm des Querschiffes der Kirche gebildet. Bei der romanischen Vorgängerkirche aus dem 12. Jahrhundert befand sich an der Stelle der Ädikula der Hauptaltar mit der Ikone der Madonna di Aracoeli, die nunmehr auf dem Hauptaltar der Basilika zur Schau gestellt ist.[26] Im Zentrum der Kapelle steht die freistehende, achteckige Ädikula (i), die ursprünglich 1605 vom Bischof von Cavaillon Jérôme II. Centelles errichtet wurde, wie aus der Inschrift am Sockel hervorgeht: „HIERONYMVS • CENTELLES • R • EPISC • CAVALLICEN • ARAM • DEO • ET • BEATE • VIRGINI • ORNAVIT • SEPVLCRVM • SIBI • FECIT • ANNO • DOM • MDCV“ („Hieronymus Centelles, Bischof von Cavaillon hat den Altar für Gott und die heilige Jungfrau verziert; ein Grabmal für sich gemacht im Jahr des Herrn 1605“). 1798 von den napoleonischen Truppen zerstört und 1833 für die Erzbruderschaft des Gonfalone die das Patronat innehatten, rekonstruiert. Die Ädikula steht der Legende nach über dem Himmelsaltar (Ara Coeli) des Kaisers Augustus. Der Altar in der Ädikula besteht aus einer großen Porphyrwanne. Darunter ist durch kleine Fenster ein mit Kosmatenarbeit verzierter Marmoraltar (Abb.) sichtbar, in dem sich eine Sandelholzschatulle mit den Gebeinen der hl. Helena befinden sollen.[27] Er trägt eine auf die Gründungslegende zurückgehende Inschrift: „LUMINIS HANC ALMAM MATRIS QUI SCANDIS AD AULAM / CUN(c)TARUM PRIMA QU(a)E FUIT ORBE SITA / NOSCAS QUOD C(a)ESAR TUNC STRUXIT OCTAVIANUS / HANC ARA(m) C(a)ELI SACRA PROLES CUM PATET EI“ („Der du hinaufsteigst zu diesem segenspendenden Hof der Mutter des Lichts, / der von allen als erster im Erdkreis angelegt war, / magst du erkennen, dass Caesar Octavianus damals erbaut hat / diesen Altar, als der heilige Spross des Himmels sich ihm offenbarte“).[28] An der Stirnwand (k) befindet sich das Grabmal des Matteo d’Acquasparta (Abb.)[25]. Kardinal Matteo d’Acquasparta († 1302) war eine der Zentralfiguren des mittelalterlichen Franziskanertums und ist als solche auch von Dante Alighieri in seiner Göttlichen Komödie verewigt[29]. Das Grabmal ist eine gotische Ädikula, deren Ausführung Giovanni da Cosma und das Fresko in der Nische, Madonna mit Kind begleitet von den hll. Matthäus und Franziskus dem Pietro Cavallini zugeschrieben wird. Links davon (j) die Statue Papst Leo X. (Abb.) von Domenico Aimo da Varignana (1514).
- Kapelle des Santo Bambino (11) – In der Kapelle (neben der linken Apsis durch den Gang erreichbar) befindet sich das berühmte Santo Bambino – das Heilige Kind, das bei der Bevölkerung aufgrund seiner wundersamen Heilkräfte große Verehrung genießt und Ziel zahlreicher Pilger ist. Das Original wurde am 1. Februar 1994 gestohlen und ist seitdem verschollen. An Stelle des Originals ist nunmehr eine Kopie aufgestellt, die auch ihrerseits wieder über und über mit Votivgaben bedeckt ist. Während der Weihnachtszeit wird das Santo Bambino täglich aus der Kapelle zu der in der Cappella della Trasfigurazione aufgestellten großen Krippe gebracht.

#### Rechter Flügel
- Cappella di San Francesco (16) – Die Kapelle, die dem Ordensgründer der Franziskaner, dem Heiligen Franz von Assisi gewidmet ist, bildet den rechten Abschluss des Querschiffes. Sie wird auch als Cappella Savelli bezeichnet, nach der Gründerfamilie, deren Wappen an der Außenmauer (Abb.) zu sehen sind. Hier befinden sich auch die Grablegen dieser Familie (Abb.). Das heutige Aussehen verdankt sie dem Umbau durch Filippo Raguzzini, den Papst Benedikt XIII. 1727 in Auftrag gab. Das Altarbild von Francesco Trevisani stellt die Ekstase des Franziskus dar. Von Trevisiani stammen auch die zwei Bilder an den Seiten. Links das stark restaurierte Grabmonument für Luca Savelli (1295), dem Vater Papst Honorius IV., wird der Werkstatt Arnolfo di Cambio zugeschrieben. Als Relief wurde eine Seite eines antiken Sarkophags mit Girlanden tragenden Genien verwendet.[30] Gegenüber rechts befindet sich das Grabmal für Giovanna Aldobrandeschi, der Mutter Papst Honorius IV. (Abb.). Der Gisant des Papstes stammt von seinem Grabmal in der alten Peterskirche und wurde 1788 unter Papst Paul III. auf diesen Sarkophag versetzt.[31]

### Linkes Seitenschiff
Zwischen der zweiten und dritten Kapelle des Seitenschiffs steht die Statue von Papst Paul III. (Abb.) (c), die ursprünglich in einem der Säle des Konservatorenpalastes aufgestellt war. Neben den Stufen zum Querschiff ist die Grabplatte (1529) für Felice de Fredis (Abb.) (h), dem Entdecker der Laokoon-Gruppe, zu finden.
- Cappella di San Francesco Solano (1) – Sie trägt das Patrozinium des Heiligen Francesco Solano, eines Missionars in Südamerika. Die Kapelle wurde 1550 bis 1551 im Auftrag Papst Paul III. durch Marchese Gregorio Serlupi erbaut.[32] Das Altarbild Die glorreiche Madonna stammt von Marzio di Colantonio Ganassini (17. Jahrhundert). Die Fresken an den Wänden und im Gewölbe wurden zwischen 1551 und 1555 von Nicolò Martinelli, gen. Trometta da Pesaro ausgeführt und stellen Allegorien der Unbefleckten Empfängnis dar.[33]

- Cappella della Trasfigurazione (2) – Kapelle der Verklärung – Die Kapelle wurde von der Familie Armentieri um 1578 errichtet. Das Altarbild Die Verklärung Christi und das Bild im Gewölbe Gottvater stammen von Girolamo da Sermoneta.[34] In dieser Kapelle wird seit 1883 jedes Jahr im Advent ab dem 8. Dezember eine große Weihnachtskrippe mit Holzfiguren aus dem 18. und 19. Jahrhundert aufgestellt. In dieser Zeit holt ein Priester täglich das berühmte Santo Bambino aus seiner Kapelle (11) und legt es in die Krippe.

- Cappella di San Antonio di Padova (3) – Die Kapelle wurde zu Ehren des Heiligen Antonius von Padua errichtet. Sie wurde um 1479 im Auftrag der Patronatsfamilien Paluzzi und Albertoni erbaut und 1572 von Giacomo della Porta erneuert. Über dem Altar befindet sich das gerahmte Fresko Der Heilige zwischen zwei Stiftern (Abb.) von Benozzo Gozzoli, zwischen 1454 und 1458 entstanden.[35] Das Fresko im Gewölbe Das Paradies stammt von Nicolò Martinelli, gen. Tometta di Pesaro (16. Jahrhundert). An den Seitenwänden Bilder zur Legende vom Heiligen Antonius von Girolamo Muziano und einen Schülern (16. Jahrhundert).

- Cappella di Santa Anna (4) – auch Cappella dell' Annunziata (Kapelle der Verkündigung). Die Kapelle wurde im 15. Jahrhundert im Auftrag von Antonio Colapace erbaut. Die Seitenwände waren mit Fresken des Benozzo Gozzoli bemalt, die 1743 im Zuge von Renovierungsarbeiten entfernt wurden.[36] Das Altarbild Die Verzückung der Seligen Caterina Sforza (18. Jahrhundert) stammt von Francesco Trevisani.[35]

- Cappella di San Paolo Apostolo (5) – ist dem Apostel Paulus gewidmet. Die Kapelle wurde in der Mitte des 15. Jahrhunderts im Auftrag von Niccolò della Valle errichtet. Sie war ursprünglich wesentlich größer und umfasste auch die benachbarte Cappella dell' Ascensione. Um 1585 wurde der Raum in zwei Kapellen aufgeteilt.[37] Im 17. Jahrhundert wurde sie von Cristoforo Roncalli, genannt Pomarancio mit Legenden des Apostels Paulus ausgemalt. Das Altarbild stammt von Girolamo Muziano. An der linken Wand befindet sich das Grabmal des Humanisten Filippo della Valle († 1498).

- Cappella dell' Ascensione (6) – Kapelle der Himmelfahrt Christi- Die Kapelle entstand durch Abtrennung von der Cappella di San Paolo Apostolo. Sie wurde 1582 bis 1584 im Auftrag von Vittoria della Tolfa Orsini († 1582) eingerichtet. Die Gründerin ist hier auch zusammen mit ihrem Ehemann Camillo Orsini († 1583) begraben. Ihre Büsten an den Seitenwänden schuf Martino Longhi der Ältere (17. Jahrhundert). Das Altarbild Christi Himmelfahrt (16. Jahrhundert) stammt von Girolamo Muziano.[38]

- Cappella di San Michele Arcangelo (7) – Dem Erzengel Michael gewidmet, schenkte die Clarissin Donna Mattia Tibaldeschi diese Kapelle 1483 dem Pietro Ognisanti.[39] Der Altar wurde 1660 bis 1672 von Carlo Rainaldi errichtet. Das Altarbild stellt den Erzengel Michael (17. Jahrhundert) dar. Die Dekoration der Kapelle stammt von Giovan Battista Boncori.

- Cappella di Santa Margherita da Cortona (8) – Die Kapelle wurde dem Patrozinium von Margareta von Cortona anlässlich ihrer Heiligsprechung 1729 unterstellt und durch die Familie Boccapaduli in ihre heutige Form gebracht. Auf dem Altar befindet sich das Bild Die l. Margareta, an den Wänden die Fresken Bekehrung und Tod der Heiligen Margareta (1729–1732) stammen von Marco Benefial. Der Fußboden ist eine Marmorarbeit der Kosmaten.

- Cappella della Madonna di Loreto (9) – Die Kapelle ist seit 1598 der Verehrung der Jungfrau Maria von Loreto gewidmet. Die Kapelle aus dem 13. Jahrhundert, die nach ihren Auftraggebern auch Cappella Colonna genannt wurde, war ursprünglich ein Durchgang zum Kreuzgang des Konvents.[40] Sie wurde 1613 von Onorio Longhi neu gestaltet. Das Altarbild mit der Madonna von Loreto stammt von Marzio di Colantonio Ganassini, im 17. Jahrhundert gemalt.[38] Die Fresken an den Wänden und im Gewölbe: Legenden um die Madonna stammen ebenfalls aus dem 17. Jahrhundert.

### Rechtes Seitenschiff
An der Wand neben dem Seitenausgang steht das Grabmonument für Antonio di Saluzzo (Abb.) (m), des Feldherrn und Generalprokurators König Franz I. († 1528) von Giovanni Antonio Dosio (1575). Zwischen der zweiten und dritten Kapelle des rechten Seitenschiffes steht die Statue Papst Gregor XIII. (Abb.) (o) von Pietro Paolo Olivieri. Die Statue wurde 1876 aus dem Konservatorenpalast in die Kirche versetzt.

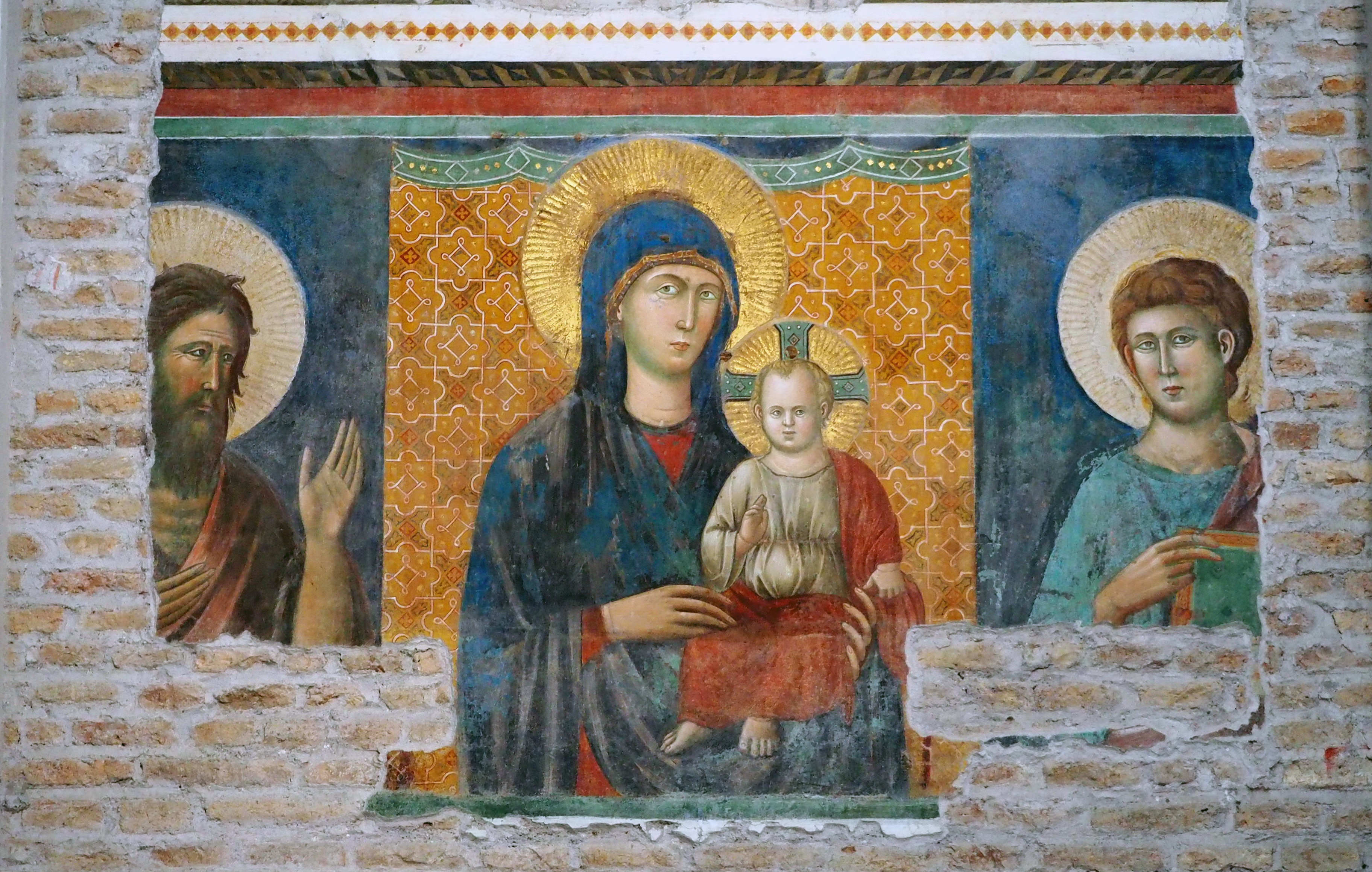
Fresko des Pietro Cavallini

- Cappella di San Pasquale Baylon (17) – Die Kapelle ist dem Heiligen Paschalis Baylon gewidmet. Sie wurde von der Familie Capodiferro gegründet. Eine grundlegende Erneuerung im 17. Jahrhundert verbirgt die ursprünglich gotische Architektur des Raumes. Reste von Fresken der alten Kapelle sind noch oben an den Seitenwänden erhalten. Das erst vor kurzem frei gelegte Fresko an der Stirnwand aus dem 13. Jahrhundert Maria mit dem Kind zwischen Johannes dem Täufer und Johannes dem Evangelisten wird Pietro Cavallini zugeschrieben. Die Gemälde an den Seiten stammen von Daniel Seiter.[42]

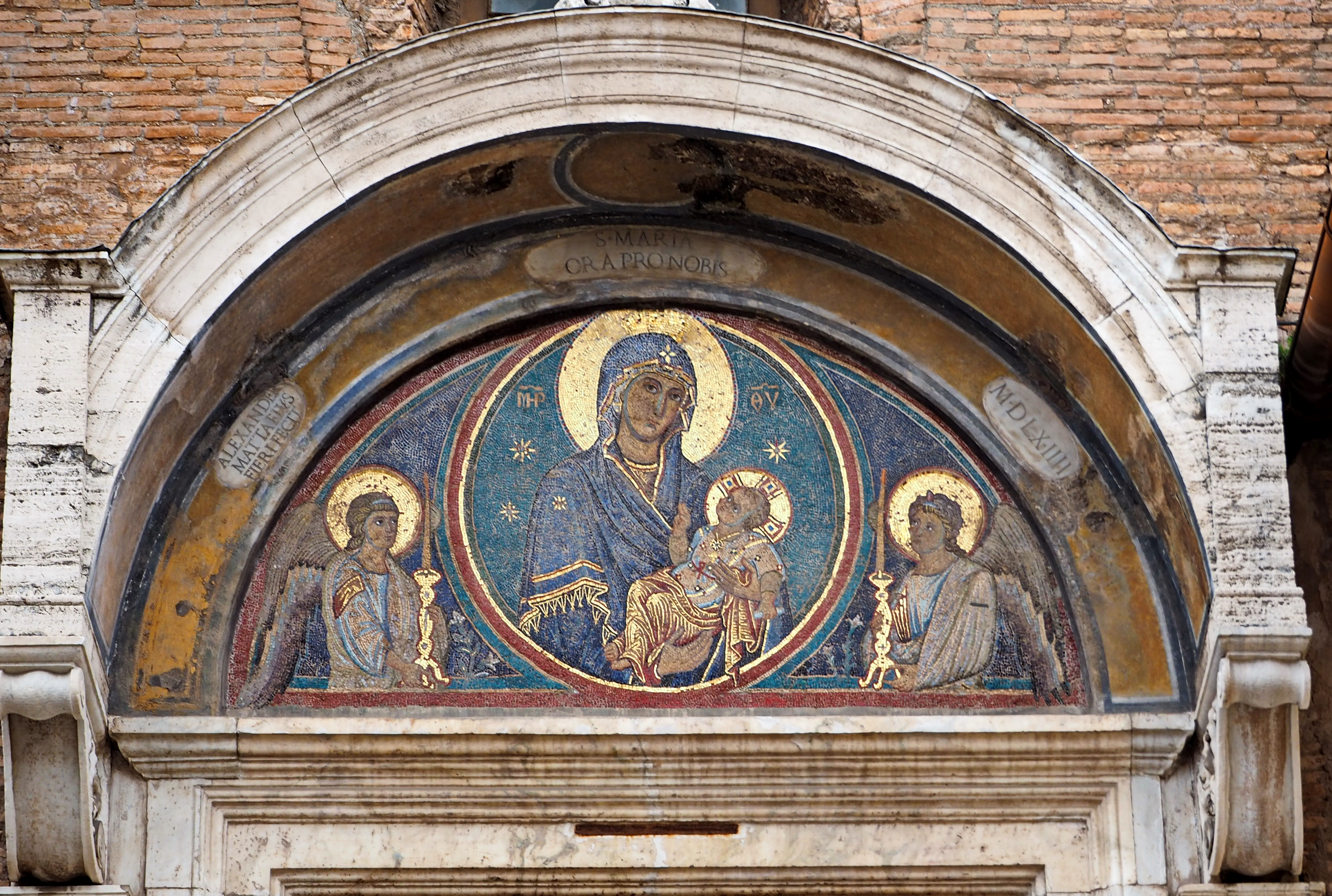
Mosaik über dem Seitenportal

- Atrium zum Seitenportal (18) – auch Cappella della Madonna genannt, ist seit 1564 das Atrium zum Seitenausgang, der zum Kapitolsplatz führt. Mosaik über dem Seitenportal Das Mosaik über dem Seitenportal außen Maria mit dem Kind zwischen zwei Engeln aus dem 13. Jahrhundert wird Jacopo Torriti oder der Schule des Pietro Cavallini zugeschrieben. Alessandro Mattei ließ es 1564 von anderer Stelle in die Lünette übertragen.[43] An der linken Seite im Atrium das Grabmal für Kardinal Pietro Manzi (1504)(Abb.), Bischof von Cesena von Andrea Sansovino.[42] Auf der rechten Seite das Grabmal für Francesco di Zanobi Bracci (Abb.), genannt Cecchino († 1545) dem Ziehsohn des engen Freundes Michelangelos Luigi del Riccio. Ob das Grabmal auf einen Entwurf Michelangelos zurückgeht, ist nicht gesichert.

- Cappella di San Diego d‘Alcalà (19) – Die Kapelle trägt das Patrozinium des Heiligen Didakus (span. Diego). Die gotische Architektur stammt aus dem 13. Jahrhundert. Auf dem Altar Der hl. Diego (Abb.) von Giovanni de Vecchi aus dem 16. Jahrhundert. An den Seitenwänden Legenden von San Diego von Vespasiano Strada und in der Lünette die Legenden von San Diego von Avanzino Nucci, beide aus dem 17. Jahrhundert.

- Cappella di San Pietro D'Alcantara (20) – Die Kapelle wurde von der Familie Mandolini 1669 zu Ehren des Heiligen Petrus von Alcantara, einem franziskanischen Ordensreformator aus Spanien errichtet. 1675 wurde sie von Giovanni Battista Contini umgebaut. Auf dem Altar steht eine Skulpturengruppe Ekstaste des Petrus von Alcantara des Bernini-Schülers Michel Maille.[44] An den Seitenwänden Ovale mit Skulpturen der Hl. Reiner und der Hl. Stefanus, von Michel Maille., im Gewölbe die Glorie des Heiligen – aus dem 17. Jahrhundert.

- Cappella di San Matteo (21) – Bis 1564 befand sich hier der Seitenausgang der Kirche zum Kapitol. Dieser wurde zwischen 1564 und 1565 von Giacomo del Duca für die Familie Mattei in eine Kapelle umgebaut. Das Altarbild Der hl. Matthäus und der Engel mit Unserer Lieben Frau von Loreto stammt von Girolamo Muziano (16. Jahrhundert). Muziano gestaltete auch die Darstellungen aus dem Leben des Matthäus.[44] In den Fußboden sind zahlreiche marmorne Adelswappen eingefügt.

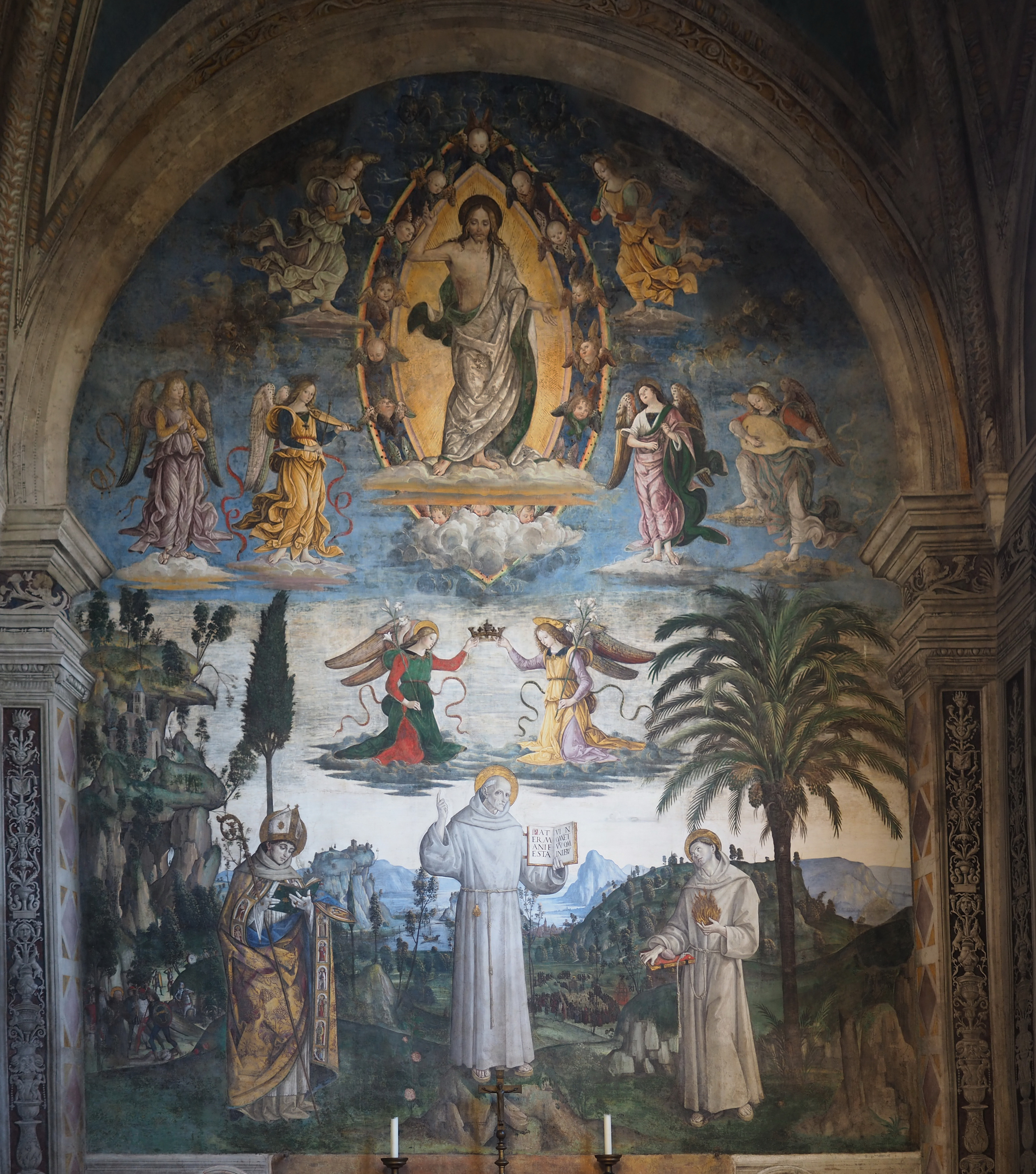
Verklärung des Hl. Bernhardin

- Cappella del Crocefisso (22) – Die Kapelle wurde von Kardinal Gabriello Rangoni im 15. Jahrhundert gebaut. Das Kruzifix auf dem Altar von Fra Vincenzo da Bassiano stammt aus dem 17. Jahrhundert. An der rechten Wand das Gemälde Verklärung des Herrn von Girolamo Siciolante da Sermoneta ist aus dem Jahr 1573.[45] Links ist die Vorderseite eines römischen Sarkophags mit Inschrift aus dem 15. Jahrhundert zu sehen. Der Marmorboden im Stil der Kosmaten stammt aus dem 15. Jahrhundert.

- Cappella di San Bonaventura (23) – Die Kapelle wurde von der Familie Delfini gebaut, die auch das Patronat innehatte. Das auf einer Schieferplatte gemalte Bild hinter dem Altar von Giovanni de'Vecchi zeigt den reuigen Hieronymus (Abb.) (ca. 1572). Das Altarbild Der hl. Bonaventura mit der Jungfrau und Engeln ist aus dem Jahr 1875. Die Darstellungen von Heiligen in den Lünetten der Kapelle stammten ursprünglich ebenfalls von Giovanni de'Vecchi. Sie wurden jedoch wegen ihres schlechten Zustands zwischen 1843 und 1908 von Ludwig Seitz übermalt.[45] In der Kapelle befinden sich die Grabmäler von Mario Delfini (1584) und Gentile Delfini (1559).

- Cappella della Pietà (24) – Der Erbauer der Kapelle war Maurizio Morelli, der sie aber 1585 Paolo Mattei mit der Auflage schenkte, sie auszustatten. Namensgeber für die Kapelle war das Altarbild Die Pietà von Marco Pino da Siena (ca. 1570). An den Seitenwänden Fresken von Cristoforo Roncalli, genannt Pomarancio, haben die Passion Christi zum Gegenstand. An den Seiten die Grabplatten von Paolo Mattei (1590) und seiner Frau Tuzia Colonna.

- Cappella Bufalini (25) – Die Kapelle ist dem hl. Bernhardin von Siena gewidmet. Die Patronatsfamilie Bufalini beauftragte 1484 Pinturicchio mit der Ausschmückung der Kapelle. Die berühmten Fresken erzählen aus dem Leben des Bußpredigers und Reformators des Franziskanerordens. Der Heilige soll auf den Stufen, die zur Basilika führen, vor Tausenden von Gläubigen seine flammenden Reden gehalten haben.[46] Die Fresken wurden im 19. Jahrhundert von Vincenzo Camuccini restauriert.

## Das Kloster

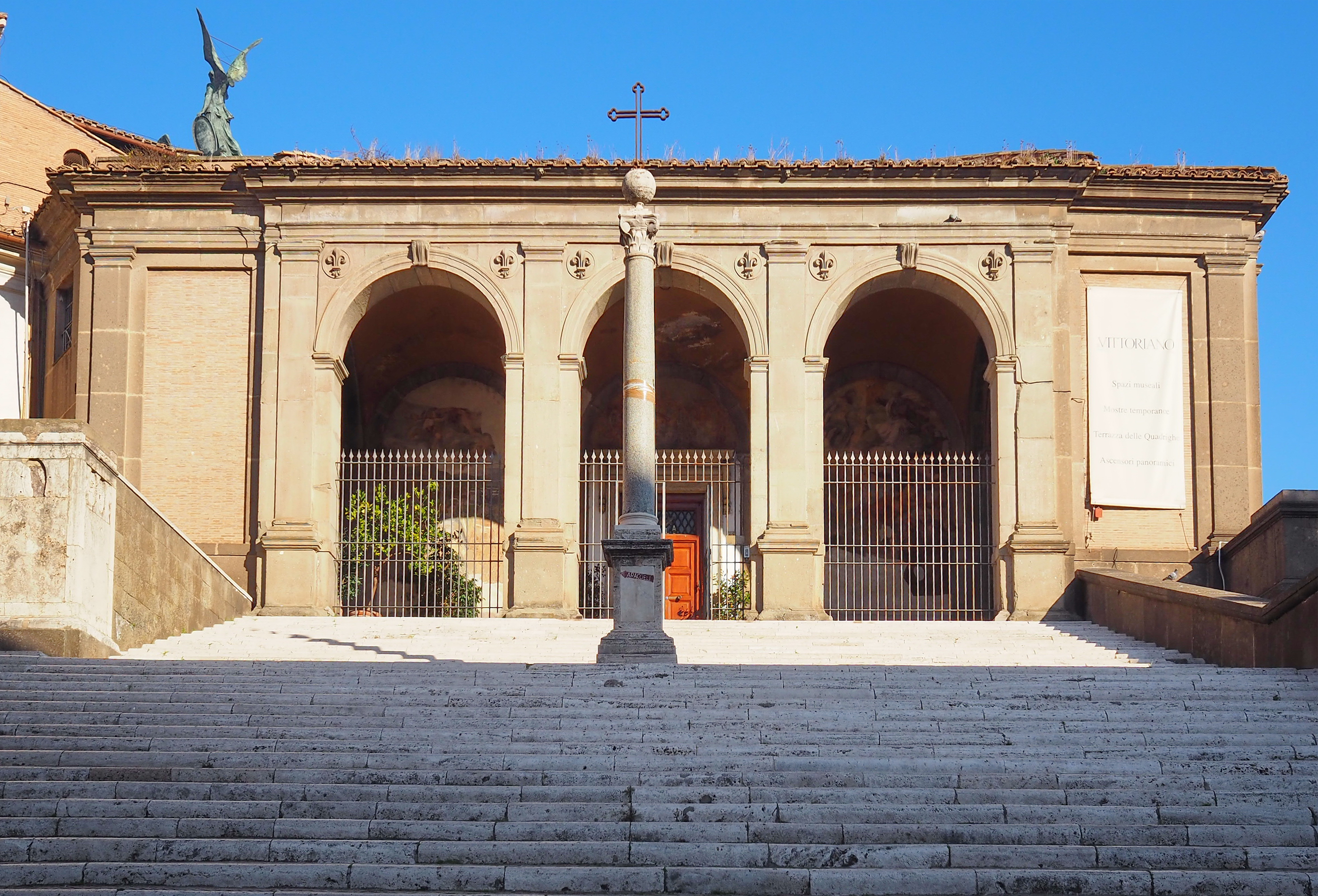
Loggia Paul III.

Vom Atrium (18) im rechten Seitenschiff gelangt man durch das Seitenportal über Treppen zur Loggia, die den Zugang zum Konvent von Aracoeli bildete. Diese Loggia wurde unter Papst Paul III. 1554 von Nanni di Baccio Bigio oder Jacopo Meleghino geschaffen. Die erste Erwähnung eines Benediktinerklosters von Santa Maria in Capitolio scheint in einem Privileg des Gegenpapstes Anaklet II. 1130–38 auf, in dem Abt Johannes seinen Mitbrüdern und seinen Nachfolgern das Kloster der Gottesmutter zugestanden wird. Das in diesem Privileg beschriebene Areal umfasste den gesamten Kapitolshügel. 1249 wurde das Kloster von Papst Innozenz IV. den Franziskanern übergeben. Von dem einst bedeutendem Gebäudekomplex ist heute lediglich die Loggia Paul III. zum Kapitolsplatz übrig geblieben.